# 新高郡

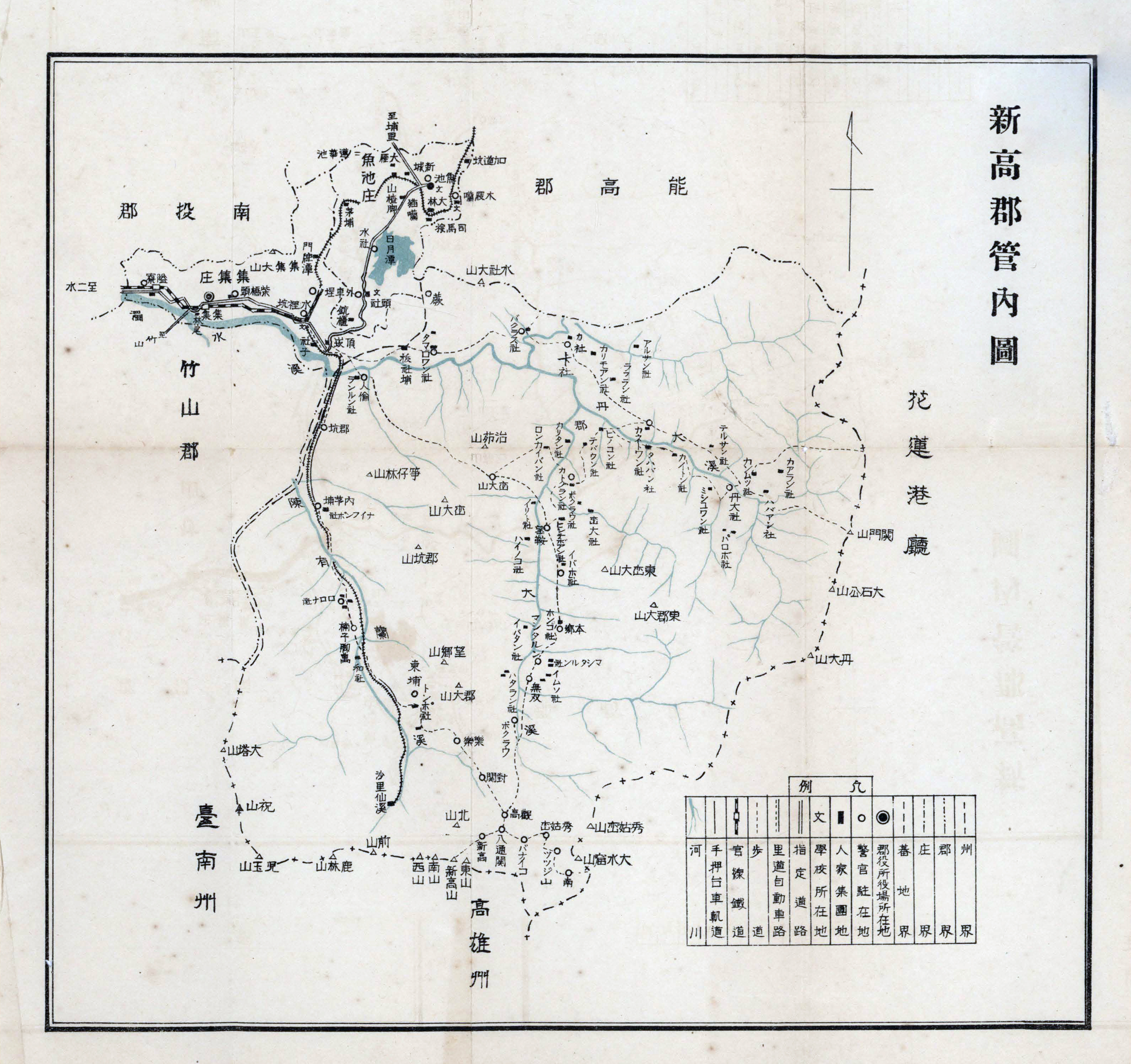
新高郡管內圖

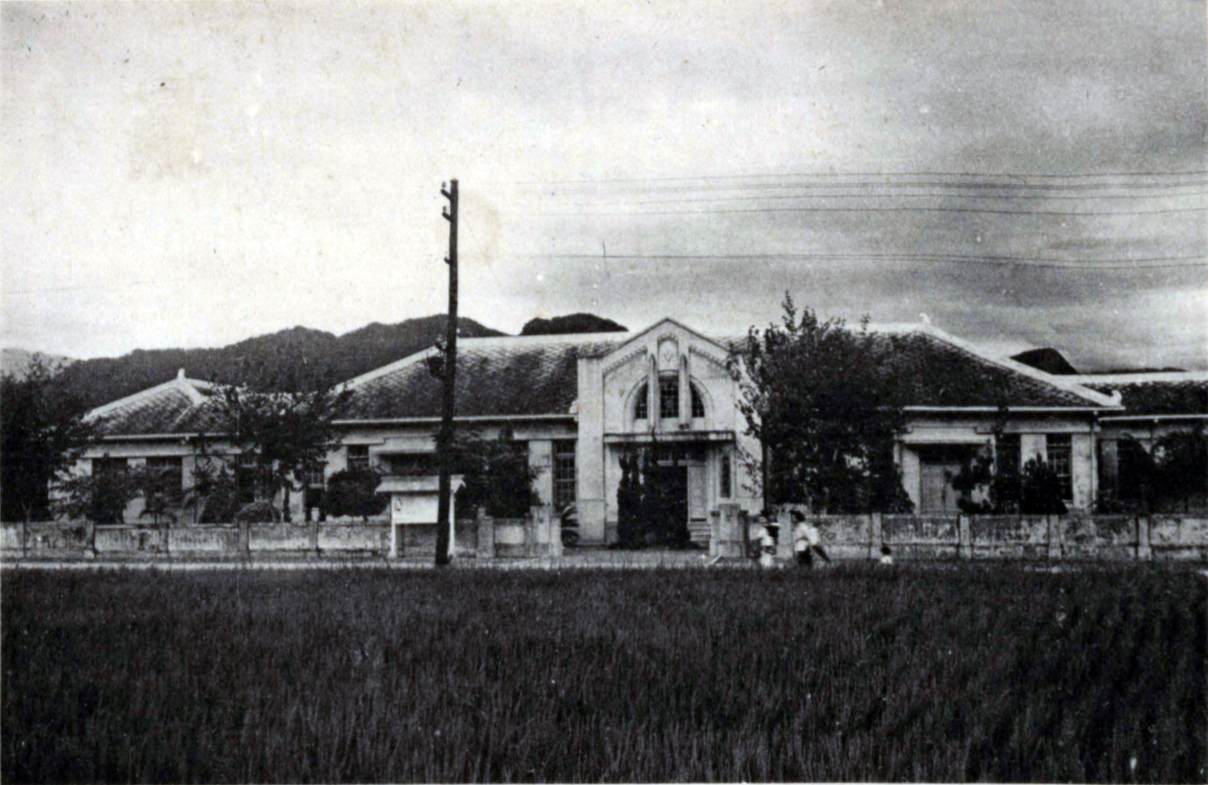
新高郡役所

新高郡為臺灣日治時期行政區劃之一，隸屬臺中州。

## 介紹
新高郡管轄集集街、魚池及不設街庄的蕃地，郡名取自新高山（即玉山），新高郡役所設於集集街。轄域包含今南投縣集集鎮、魚池鄉、水里鄉、信義鄉等地。
二戰後，臺灣省行政長官公署將日治時期的州改為縣，郡改為區，街改為鎮，莊改為鄉，臺中州新高郡因此改為「臺中縣新高區」。臺中縣政府先是在1945年11月26日成立，而新高區約在1946年1月15日成立，是為三等縣轄區，下轄集集鎮、魚池鄉、信義鄉。1948年5月1日，新高區改稱「玉山區」。1950年10月21日，臺中縣廢區署並劃分出彰化縣、南投縣，原玉山區、南投區、竹山區、能高區及中峰區信義鄉、仁愛鄉合併為南投縣。

## 人口
| 街名   | 面積 (km²) | 人口 (人) | 人口 (人) | 人口 (人) | 人口 (人) | 人口 (人) | 人口 (人) | 人口密度 (人/km²) |
| 街名   | 面積 (km²) | 本籍      | 本籍      | 本籍      | 國籍      | 國籍      | 計        | 人口密度 (人/km²) |
| 街名   | 面積 (km²) | 臺灣      | 內地      | 朝鮮      | 中華民國  | 其他外國  | 計        | 人口密度 (人/km²) |
| ------ | ---------- | --------- | --------- | --------- | --------- | --------- | --------- | ----------------- |
| 集集街 | 96.14136   | 22,649    | 1,007     | 11        | 143       | 0         | 23,810    | 195               |
| 魚池   | 91.20312   | 13,267    | 169       | 0         | 23        | 0         | 13,459    | 111               |
| 蕃地   | 1414.13487 | 7,961     | 271       | 1         | 0         | 0         | 8,233     | 6                 |
| 新高郡 | 1,665.8891 | 43,877    | 1,447     | 12        | 166       | 0         | 45,502    | 27                |

## 歷任郡守
| 任次 | 肖像 | 姓名 (生–卒)         | 在任時間       | 在任時間       | 備註 |
| ---- | ---- | -------------------- | -------------- | -------------- | ---- |
| 1    |      | 村田豐次郎 (？–？)   | 1920年9月1日   | 1924年12月25日 |      |
| 2    |      | 今井昌治 (1884–？)   | 1924年12月25日 | 1926年1月16日  |      |
| 3    |      | 野口滿 (？–？)       | 1926年1月16日  | 1926年10月4日  |      |
| 4    |      | 青木行清 (？–？)     | 1926年10月4日  | 1928年9月18日  |      |
| 5    |      | 三輪幸助 (1895–1968) | 1928年9月18日  | 1929年12月14日 |      |
| 6    |      | 菊池和 (？–？)       | 1929年12月14日 | 1931年5月23日  |      |
| 7    |      | 中島與一 (？–？)     | 1931年5月23日  | 1932年3月26日  |      |
| 8    |      | 都築孫藏 (？–？)     | 1932年3月26日  | 1936年12月26日 |      |
| 9    |      | 瀧田重勇 (？–？)     | 1936年12月26日 | 1938年3月22日  |      |
| 10   |      | 本田武二 (？–？)     | 1938年3月22日  | 1940年6月29日  |      |
| 11   |      | 水野左一郎 (1901–？) | 1940年6月29日  | 1941年1月31日  |      |
| 12   |      | 小玉真貫 (？–？)     | 1941年1月31日  | 1942年4月8日   |      |
| 13   |      | 柿原美積 (？–？)     | 1942年4月8日   | 1944年12月15日 |      |
| 14   |      | 清水光司 (？–？)     | 1944年12月15日 | 1945年10月25日 |      |

### 附註
1. ↑  原臺東廳警務課長。
2. ↑  原臺北州台北南警察署長。
3. ↑  改任新竹州苗栗郡守。
4. ↑  原臺南州虎尾郡守。
5. ↑  原臺北州警務部警部。
6. ↑  改任花蓮港廳警務課長。
7. ↑  原臺北州內務部教育課長。
8. ↑  改任臺中州地方課長。
9. ↑  原臺北州七星郡庶務課長。
10. ↑  改任臺北州蘇澳郡守。
11. ↑  原臺北州文山郡守。
12. ↑  原臺北州警務部理蕃課警部。
13. ↑  原臺北州臺北南警察署長。
14. ↑  改任高雄州東港郡守。
15. ↑  原臺中州知事官房文書課長。
16. ↑  改任臺北州羅東郡守。
17. ↑  改任臺中州產業部經濟統制課長。
18. ↑  原財務局稅務課屬。
19. ↑  改任臺北州警察部警務課長。
20. ↑  原新竹州知事官房文書課長。
21. ↑  改任臺北州新莊郡守。
22. ↑  原臺北州宜蘭市助役。

## 名所舊跡

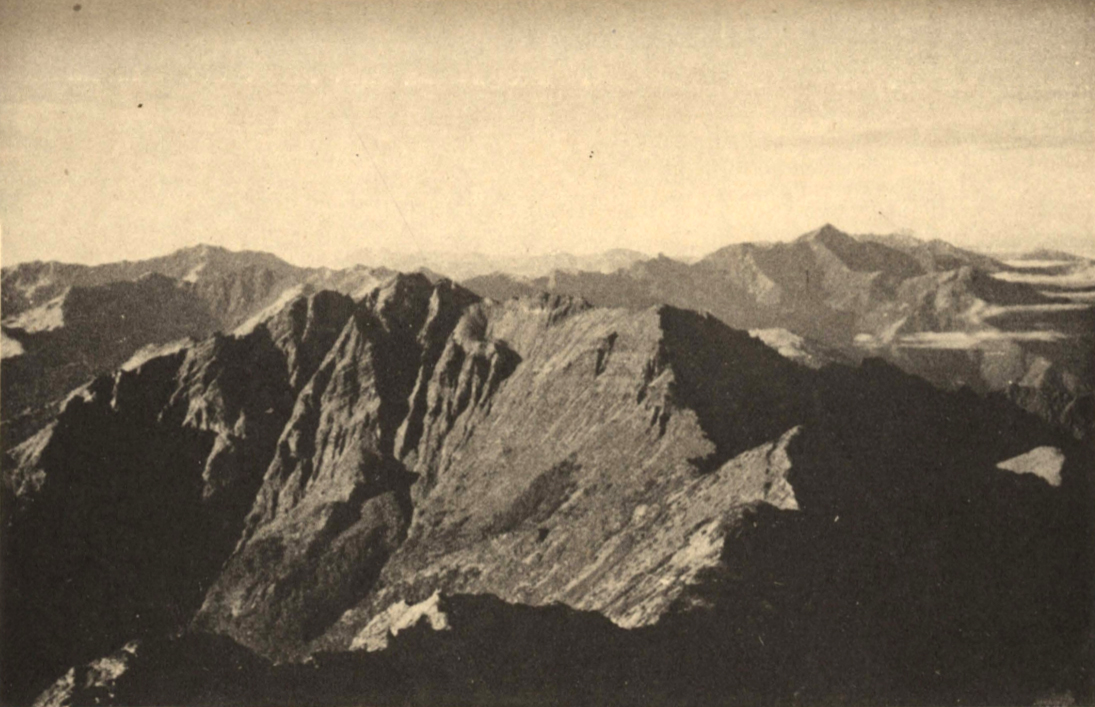
新高山頂

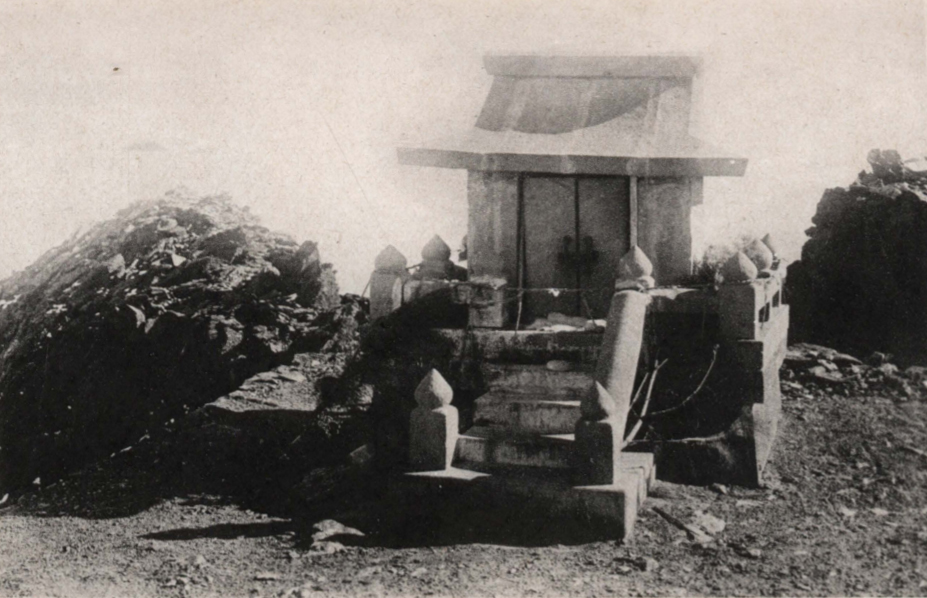
新高山上的新高祠

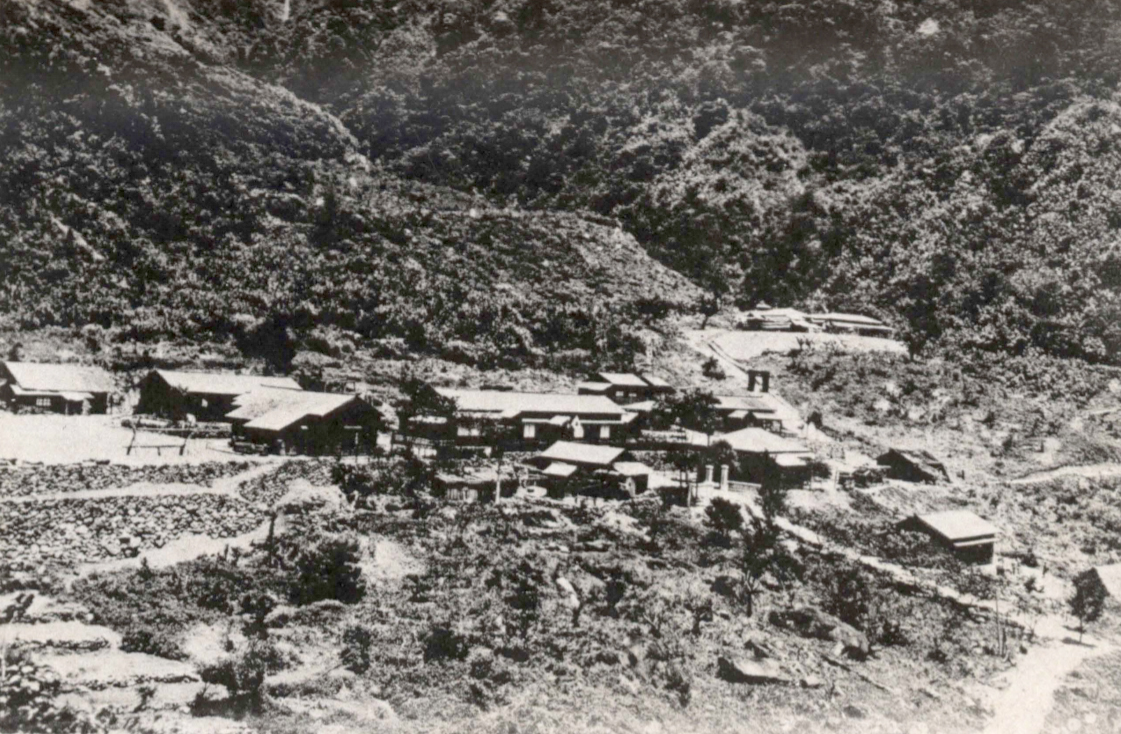
東埔溫泉

- 日月潭
- 新高山（玉山）新高山頂 新高山上的新高祠
- 東埔溫泉東埔溫泉